# Kvitøya
Kvitøya (deutsch: „Weiße Insel“) ist eine Insel des zu Norwegen gehörenden Spitzbergen-Archipels (norw. Svalbard) in der Barentssee östlich der Insel Nordostland. Sie ist die östlichste Insel von Spitzbergen und damit der östlichste Teil von Norwegen. Nur 62 Kilometer weiter östlich liegt die Victoria-Insel, die zu der russischen Inselgruppe Franz-Joseph-Land gehört. Kvitøya hat eine Fläche von 682 km² und ist unbewohnt.

## Klima
Wie auf dem gesamten Svalbard-Archipel ist das Klima der hohen geografischen Breite entsprechend hocharktisch. Bringt der Westspitzbergenstrom (der letzte nördliche Ausläufer des warmen Golfstroms) an den Westküsten Svalbards für arktische Verhältnisse noch relativ hohe Temperaturen und viel Niederschlag, so hat der kalte Ostspitzbergenstrom Kvitøya mit seinen kalten Wasser- und Eismassen klimatisch fest im Griff. Auch im Sommer sind die Inseln aufgrund der Eisverhältnisse nicht immer zu erreichen.

## Geologie
Die Ostseite der Insel besteht größtenteils aus dem harten Gestein Gabbro. Das westliche Andréeneset besteht aus einem bunten Gemisch aus rötlichem Migmatit und dunklem Gneis, mit vielen Ganggesteinen. Es stammt wahrscheinlich aus dem Mesoproterozoikum und ist also über eine Milliarde Jahre alt.

## Landschaft
Kvitøya ist fast vollständig von der 675 km² großen Eiskappe Kvitøyjøkulen bedeckt. Offiziell gibt es nur drei eisfreie Stellen. Die größte davon ist Andréeneset im Westen mit fünf Quadratkilometer felsig-kiesigem Flachland. Die anderen sind Hornodden und Kræmerpynten im Osten. Kræmerpynten, die nördlichere der genannten Landspitzen an der Ostküste, ist gleichzeitig die östlichste Landmasse Norwegens.

## Flora und Fauna
Kvitøya ist größtenteils eine lebensfeindliche Eiswüste. Die Vegetation auf den wenigen eisfreien Flächen besteht vor allem aus Moosen und Flechten. Auf der Insel gibt es Küstenseeschwalben-Kolonien, auch Eisbären halten sich dort von Zeit zu Zeit auf.

## Geschichte
Es ranken sich Legenden um ein geheimnisvolles „Giles-Land“ oder „Gillis Land“, 1707 erstmals von dem Holländer Cornelius Giles gesichtet. Giles-Land erschien viele Jahrzehnte lang in allen Größen, Formen und Positionen auf diversen Landkarten und wurde erst im späten 19. Jahrhundert erstmals betreten. Bekannt wurde dieses Giles-Land (oder Kvitøya, wie es heute heißt) durch die Entdeckung der dort endgültig gescheiterten Expedition von Salomon August Andrée, der 1897 von Virgohamna auf Danskøya aus zusammen mit zwei Begleitern mit dem Wasserstoffballon Örnen nach Norden fuhr. Unfreiwillig landeten die drei etwa 300 km nördlich von Andréeneset auf dem Eis, wandten sich daraufhin zu Fuß nach Süden und kamen am 5. Oktober 1897 nach Kvitøya, wo sie nach wenigen Tagen oder Wochen starben. Erst im Jahr 1930 wurde das Lager von der norwegischen Bratvaag-Expedition unter der Leitung von Gunnar Horn (1894–1946) entdeckt. Heute steht auf Andréeneset ein Denkmal für Salomon August Andrée, Knut Frænkel und Nils Strindberg.
Am 25. Mai 1928 stürzte das Luftschiff Italia der Nordpolexpedition Umberto Nobiles bei Foynøya ab. Es verlor so stark an Höhe, dass die Führergondel auf dem Packeis aufschlug und abriss. Sechs Besatzungsmitglieder schwebten im Kielgerüst und den Motorgondeln mit der steuerungslosen Luftschiffhülle davon. Von ihnen wurde nie mehr eine Spur gefunden. Der tschechische Expeditionsteilnehmer František Běhounek schildert in seinem Buch Die Gestrandeten des Polarmeers (Trosečníci polárního moře), dass knapp eine halbe Stunde später von der Unglücksstelle aus am Horizont eine aufsteigende Rauchsäule in der Nähe von Kvitøya beobachtet wurde. Da dies der Windrichtung entsprach, dürfte damit der endgültige Absturz der  Italia in der Nähe von Kvitøya markiert gewesen sein.

## Das Nordost-Svalbard-Naturreservat
Kvitøya befindet sich vollständig im Nordost-Svalbard-Naturreservat. Es ist dort jeglicher technischer Eingriff (Bau von Gebäuden, Betrieb von Bergwerken usw.), jegliches Hinterlassen von Abfall, sowie jegliche Störung oder Einführung von Tieren und Pflanzen verboten. Zusätzlich darf das Land nicht mit motorisierten Fahrzeugen befahren werden. Der Sysselmann kann außerdem Gebiete für Besucher völlig sperren.